# 帚枝龙胆
帚枝龙胆（学名：Gentiana intricata）是龙胆科龙胆属的植物，是中国的特有植物。分布在中国大陆的云南等地，生长于海拔2,275米至3,500米的地区，常生于山坡草地、灌丛中或林下，目前尚未由人工引种栽培。